# J. Scott Armstrong
John Scott Armstrong (26 marzo 1937 – 28 settembre 2023) è stato un economista e statistico statunitense.
Esperto di marketing e previsioni statistiche, è stato affiliato all'Heartland Institute, un centro studi di orientamento conservatore. Armstrong ha criticato diversi aspetti del consenso scientifico sui cambiamenti climatici ed è stato a sua volta criticato da diversi scienziati del clima, che lo hanno accusato di applicare metodologie fuorvianti.

## Biografia
Armstrong ha studiato alla Lehigh University, dove ha conseguito il bachelor of arts in scienza applicata nel 1969 e il bachelor of science in ingegneria industriale nel 1960. Ha poi perfezionato i suoi studi all'Università Carnegie Mellon, dove ha conseguito il master universitario in amministrazione industriale nel 1965. Infine ha conseguito il Ph.D in management alla MIT Sloan School of Management nel 1968. Dopo il dottorato, è entrato alla Wharton School dell'Università della Pennsylvania, dove ha svolto la sua carriera accademica fino a diventare professore ordinario di marketing. Nel 2020 si è ritirato dall'Università, diventando professore emerito. Armstrong è stato inoltre professore invitato in diverse università estere: ha insegnato in Svezia, in Svizzera e in Australia e tenuto conferenze nelle università di 28 nazioni al di fuori degli Stati Uniti. I suoi studi hanno riguardato il marketing, la statistica applicata, le previsioni statistiche, il comportamento organizzativo, la pubblicità, la responsabilità sociale delle imprese e le politiche pubbliche. È autore di più di 500 pubblicazioni.

## Posizioni sui cambiamenti climatici
Scettico sui cambiamenti climatici, Armstrong ha affermato che gli scienziati del clima hanno trascurato di applicare la letteratura scientifica sui metodi di previsione. A sostegno della sua tesi, ha affermato di avere esaminato 17 articoli di previsione e di avere scoperto che nessuno di essi faceva riferimento alla letteratura scientifica sui metodi di previsione. In considerazione di ciò, è arrivato alla conclusione che le previsioni sul clima si basano sui modelli climatici che sono frutto dell'esperienza dei modellatori, ma non sono aiutate dall’applicazione di principi di previsione. Armstrong ha anche criticato i modelli di previsione usati dall'IPCC. In un articolo, Armstrong ha dichiarato che non ci sono prove scientifiche a sostegno del riscaldamento globale a lungo termine o prove della sua pericolosità se effettivamente si verificasse.
Alcuni scienziati specialisti di clima e scienze naturali hanno rilevato che Armstrong era esperto di scienze economiche ma non di scienze fisiche o naturali e hanno criticato la metodologia di Armstrong di applicare alle proiezioni scientifiche i metodi di previsione aziendale, affermando che sono "troppo ambigui e soggettivi per essere utilizzati come base affidabile per la valutazione delle indagini scientifiche". Il climatologo Kevin Trenberth ha affermato che le critiche di Armstrong "hanno trascurato il fatto che [i rapporti dell'IPCC] affrontano molte delle cose su cui è critico". Armstrong ha pubblicato articoli e testimoniato davanti al Congresso degli Stati Uniti sulle previsioni della consistenza delle popolazioni di orso polare (specie minacciata dal cambiamento climatico), sostenendo che le stime precedenti erano troppo errate per giustificare l'elenco dell'orso polare come specie in via di estinzione. Steven Amstrup e altri scienziati hanno concluso che tutte le affermazioni fatte da Armstrong sugli orsi polari erano errate o fuorvianti.
Nel giugno del 2007 Armstrong ha lanciato una sfida ad Al Gore (autore del film-documentario Una scomoda verità), proponendogli di scommettere che nei successivi dieci anni le temperature globali non sarebbero aumentate. Ciascuna parte avrebbe dovuto depositare $ 10.000 e il vincitore sarebbe stato determinato dalle temperature medie annuali; il totale della cifra ($ 20.000) sarebbe stato devoluto in beneficenza. Sebbene Al Gore abbia rifiutato la scommessa affermando che non gioca d'azzardo, Armstrong ha continuato a tracciare l'ipotetico risultato sul suo sito web theclimatebet.com La scommessa di Armstrong è stata criticata dal meteorologo Gavin Schmidt, che l'ha descritta come una scommessa basata sul "rumore meteorologico (fluttuazione della temperatura) di anno in anno" piuttosto che sul cambiamento climatico.